# 승주 나들목
승주 나들목(영어: Seungju IC)은 전라남도 순천시 승주읍 서평리, 평중리에 걸쳐 있는 호남고속도로의 2번 교차로이다. 승주읍내 및 선암사로 진출할 수 있다.
1996년 11월 호남고속도로 고서 분기점 ~ 순천 나들목 구간의 4차선 확장 개통 이전에는 지방도 제857호선과 접속하였다.

## 연혁
- 1973년 11월 14일 : 호남고속도로 전주 ~ 순천 구간 개통과 함께 평면 교차로로 통행 개시[2]
- 1995년 4월 1일 : 나들목 구조 입체화 공사로 인해 전라남도 승주군 승주읍 평중리 936m 구간을 1.215km로 도로구역 변경[3]

## 구조물 정보
- 위치: 전라남도 순천시 승주읍 서평리, 평중리
- 영업소: 전라남도 순천시 승주읍 호남고속도로 10

## 접속하는 도로
- 국도 제22호선 (승주로)
- 간접 연결 : 지방도 제857호선 (선암사길, 서평삼거리 이용)

## 교통량 정보
| 요금소        | 통행량 (대/일) | 통행량 (대/일) | 통행량 (대/일) | 통행량 (대/일) | 통행량 (대/일) | 통행량 (대/일) | 통행량 (대/일) | 통행량 (대/일) | 통행량 (대/일) | 통행량 (대/일) | 각주  |
| 요금소        | 2001년         | 2002년         | 2003년         | 2004년         | 2005년         | 2006년         | 2007년         | 2008년         | 2009년         | 2010년         | 각주  |
| ------------- | -------------- | -------------- | -------------- | -------------- | -------------- | -------------- | -------------- | -------------- | -------------- | -------------- | ----- |
| 승주 (폐쇄식) | 958            | 964            | 1,002          | 983            | 985            | 961            | 1,087          | 1,045          | 1,180          | 1,214          | [ 4 ] |
| 요금소        | 2011년         | 2012년         | 2013년         | 2014년         | 2015년         | 2016년         | 2017년         | 2018년         | 2019년         |                | [ 4 ] |
| 승주 (폐쇄식) | 1,206          | 1,219          | 1,265          | 1,270          | 1,326          | 1,353          | 1,407          | 1,145          | 1,141          |                | [ 4 ] |